# Gubernia de Moscou
O Gubernia de Moscou  (em russo:  Московская губерния, transl. Moskovskaya guberniya, russo pré-reforma: Московская губернія) ou Governo de Moscou, era uma divisão administrativa do Czarado russo, do Império Russo e da Rússia soviética, a qual existiu entre 1708 e 1929.

## Divisão Administrativa

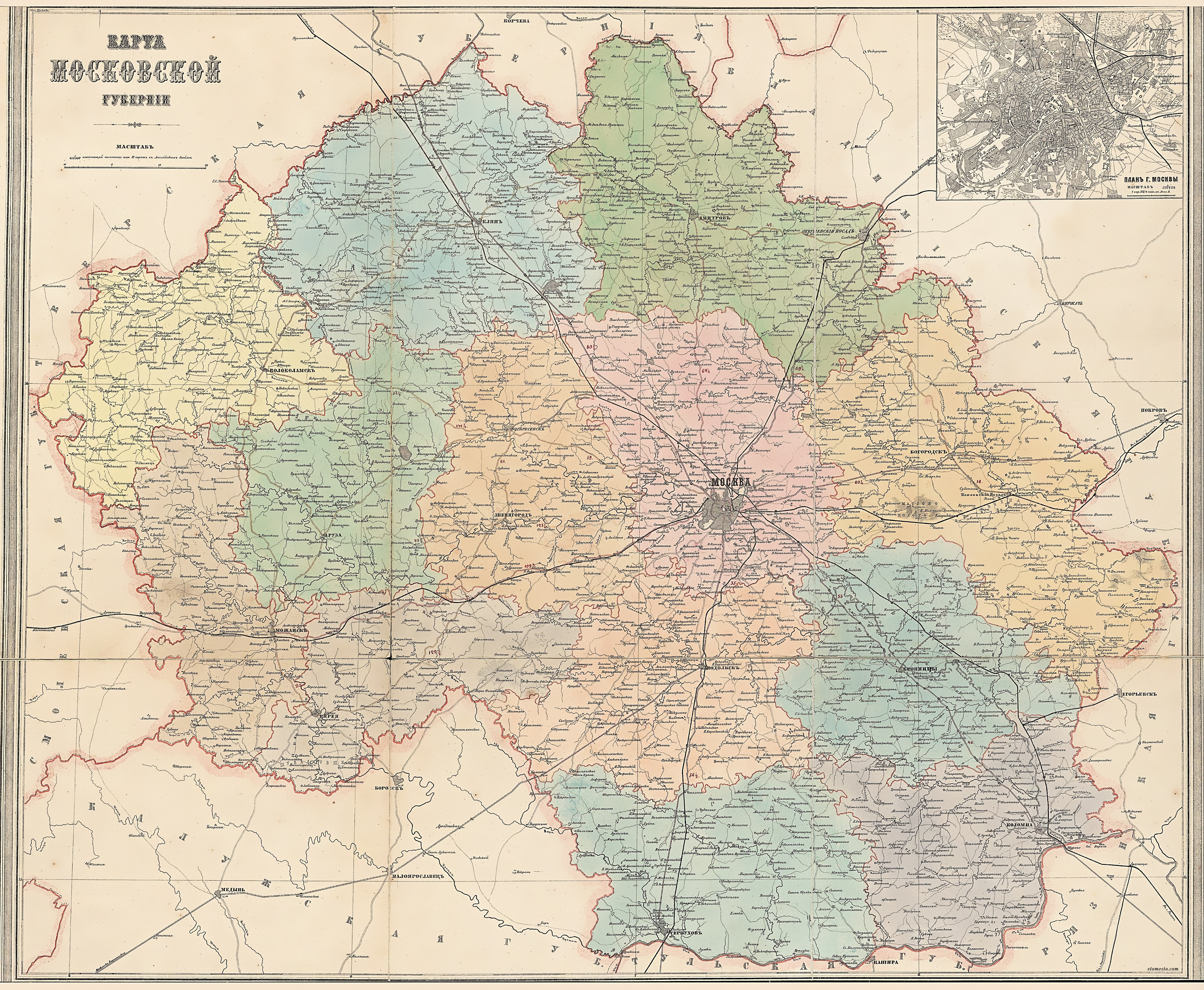
Mapa do Gubernia de Moscou em 1873 indicando os uezds

O Gubernia de Moscou consistia em 13 uezds (seus centros administrativos entre parênteses):
- Bogorodski (Bogorodsk/Noginsk);
- Bronnitski (Bronnitsi);
- Vereiski (Vereia);
- Volokolamski (Volokolamsk);
- Dmitrovski (Dmitrov);
- Zvenigorodski (Zvenigorod);
- Klinski (Klin);
- Kolomenski (Kolomna);
- Mozhayski (Mozhaysk);
- Moskovski (Moscou);
- Podolski (Podolsk);
- Ruzski (Ruza);
- Serpukhovski (Serpukhov).

## História

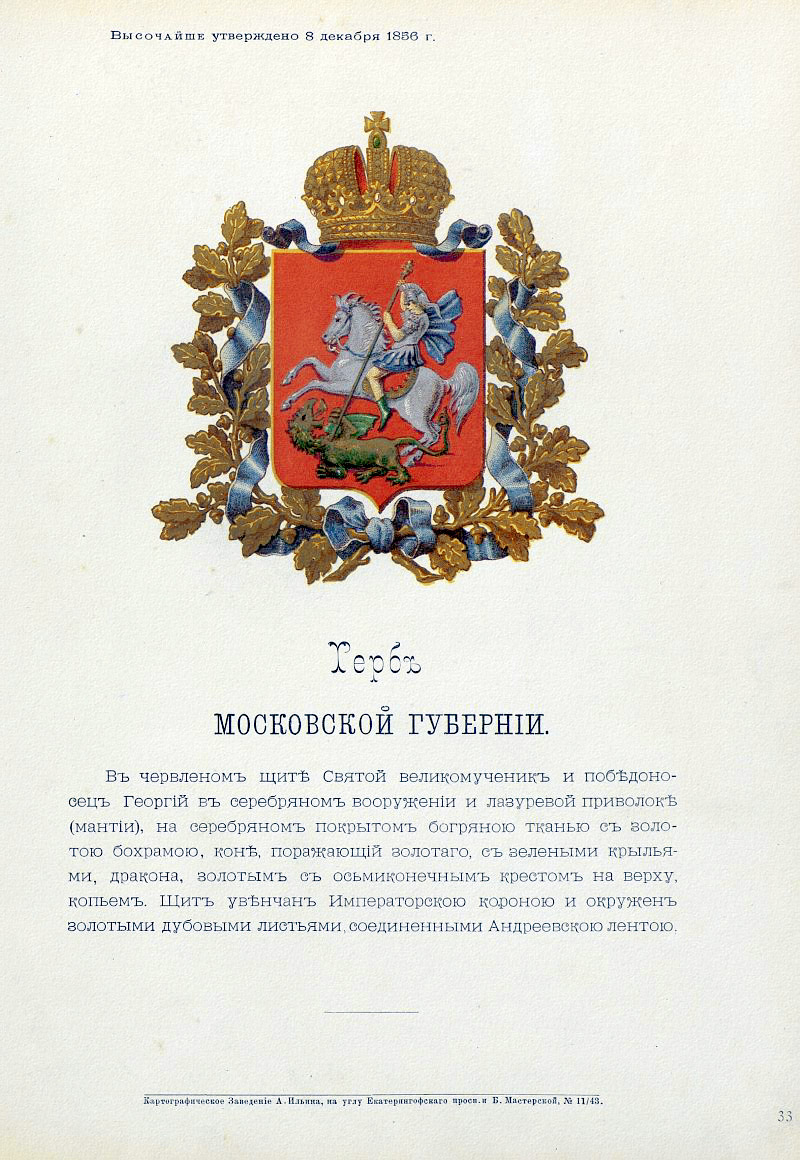
Brasão de armas do gubernia com descrição oficial, aprovado por Alexandre II em 1856

O Gubernia de Moscou, junto com outros sete gubernias, foi estabelecido em 29 de dezembro de 1708, pelo Czar Pedro o Grande. Tal como com o resto dos gubernias, nem as fronteiras nem as subdivisiões internas do gubernias estavam definidas; por isso o território foi dividido como um conjunto de cidades e as terras adjacentes a estas cidades.
| #   | Cidade     | #   | Cidade               | #   | Cidade           |
| --- | ---------- | --- | -------------------- | --- | ---------------- |
| 1.  | Moscou     | 14. | Liubim               | 27. | Suzdal           |
| 2.  | Aleksin    | 15. | Medin                | 28. | Tarusa           |
| 3.  | Borovsk    | 16. | Mijailov             | 29. | Tsariov Borisov  |
| 4.  | Dedilov    | 17. | Mozhaisk             | 30. | Tula             |
| 5.  | Dmítrov    | 18. | Obolensk             | 31. | Veniov           |
| 6.  | Gremiachei | 19. | Pecherniki           | 32. | Vereia           |
| 7.  | Kaluga     | 20. | Pereslavl Riazanskoi | 33. | Vladímir         |
| 8.  | Klin       | 21. | Pereslavl Zaleskoi   | 34. | Volokolamsk      |
| 9.  | Kolomna    | 22. | Pronsk               | 35. | Yaroslavets Mali |
| 10. | Koshira    | 23. | Rostov               | 36. | Yepifan          |
| 11. | Kostroma   | 24. | Ruza                 | 37. | Yuriev Polskoi   |
| 12. | Krapivna   | 25. | Serpujov             | 38. | Zaraisk          |
| 13. | Luj        | 26. | Shuia                | 39. | Zvenígorod       |

O gubernia experimentou numerosas mudanças nos anos seguintes, e foi finalmente abolido o 14 de janeiro de 1929 quando se criou o atual Oblast de Moscou.

## Demografia

### Língua
- População por língua de materna segundo o censo imperial de 1897.

| Língua      | Total     | Percentagem (%) | Homens    | Mulheres  |
| ----------- | --------- | --------------- | --------- | --------- |
| Russo       | 2,371,102 | 97.5            | 1,181,296 | 1,189,806 |
| Alemão      | 19,116    | 0.7             | 9,225     | 9,891     |
| Polaco      | 10,960    | 0.4             | 7,676     | 3,284     |
| Judeu       | 5,756     | 0.2             | 3,795     | 1,961     |
| Ucraniano   | 5,506     | 0.2             | 4,838     | 668       |
| Tártaro     | 5,469     | 0.2             | 4,492     | 977       |
| Francês     | 2,621     | 0.1             | 1,035     | 1,586     |
| Arménio     | 1,633     | 0.0             | 1,201     | 432       |
| Bielorrusso | 1,292     | 0.0             | 948       | 344       |
| Inglês      | 1,135     | 0.0             | 559       | 576       |
| Letão       | 1,018     | 0.0             | 731       | 287       |
| Lituano     | 690       | 0.0             | 600       | 90        |
| Checo       | 636       | 0.0             | 397       | 239       |
| Romeno      | 511       | 0.0             | 249       | 262       |
| Estoniano   | 396       | 0.0             | 243       | 153       |
| Italiano    | 374       | 0.0             | 220       | 154       |
| Grego       | 292       | 0.0             | 241       | 51        |
| Sueco       | 228       | 0.0             | 117       | 111       |
| Chuvache    | 152       | 0.0             | 147       | 5         |
| Komi        | 148       | 0.0             | 144       | 4         |
| Búlgaro     | 110       | 0.0             | 100       | 10        |
| Outro       | 1,436     | 0.0             | 1,013     | 423       |
| Total       | 2,430,581 | 100.0           | 1,219,267 | 1,211,314 |

### Religião
- Mapa de aldeias dos Velhos Crentes no Gubernia de Moscou, 1871Segundo o censo imperial de 1897.[3]

| Religião                                    | Total     | Percentagem (%) | Homens    | Mulheres  |
| ------------------------------------------- | --------- | --------------- | --------- | --------- |
| Ortodoxos                                   | 2,272,145 | 93.5            | 1,139,289 | 1,132,856 |

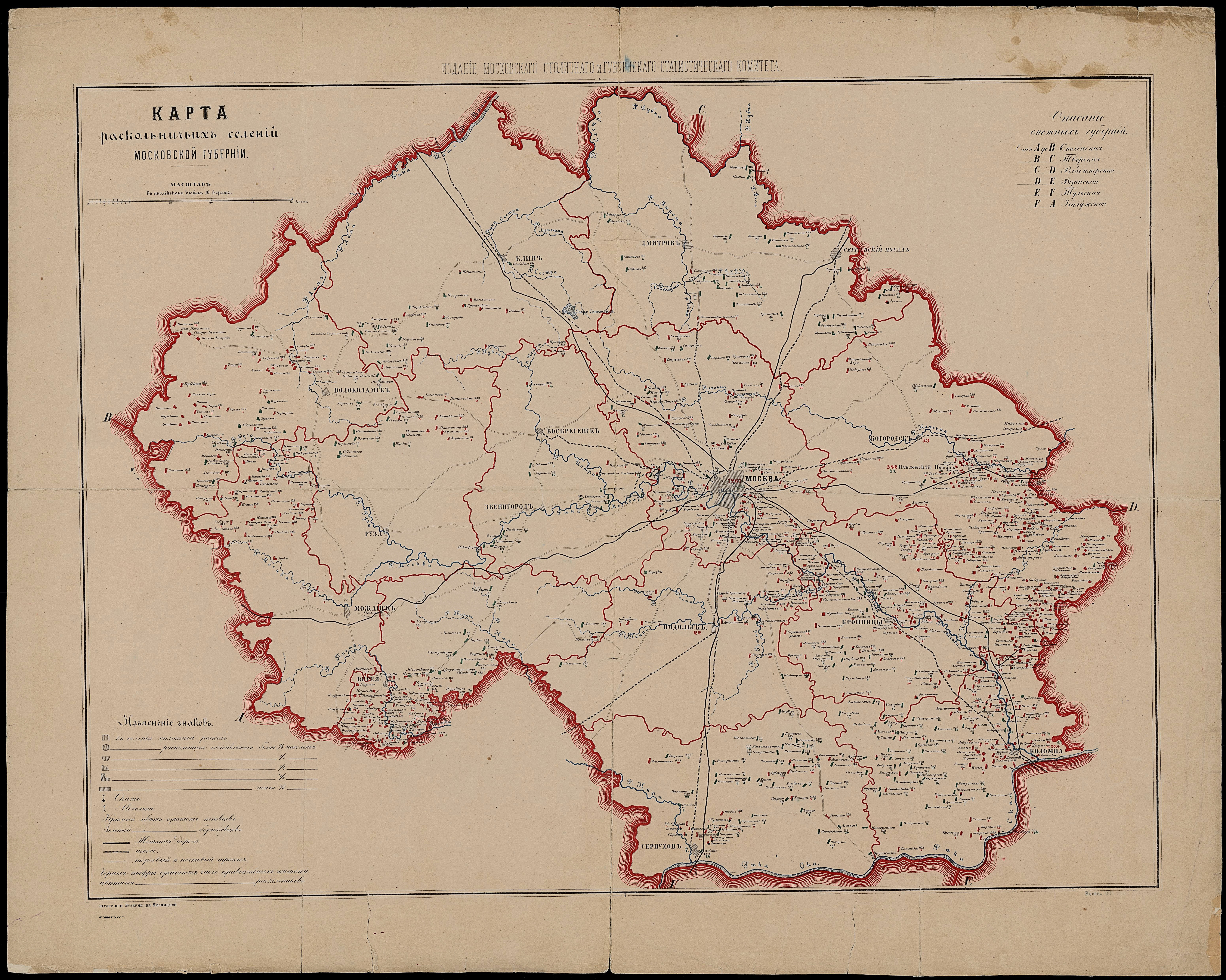
Mapa de aldeias dos Velhos Crentes no Gubernia de Moscou, 1871

| Velhos crentes e outros grupos de ortodoxos | 99,825    | 4.1             | 44,682    | 55,143    |
| Luteranos                                   | 21,437    | 0.8             | 10,701    | 10,736    |
| Católicos latinos                           | 17,670    | 0.7             | 11,497    | 6,173     |
| Judaísmo                                    | 8,704     | 0.3             | 5,400     | 3,304     |
| Islão                                       | 5,605     | 0.2             | 4,678     | 927       |
| Calvinismo                                  | 2,218     | 0.0             | 1,088     | 1,130     |
| Gregorianos armênios                        | 1,640     | 0.0             | 1,188     | 452       |
| Anglicanos                                  | 838       | 0.0             | 441       | 397       |
| Caraites                                    | 347       | 0.0             | 210       | 137       |
| Católicos arménios                          | 25        | 0.0             | 18        | 7         |
| Budistas, Lamaistas                         | 11        | 0.0             | 11        | 0         |
| Menonitas                                   | 3         | 0.0             | 3         | 0         |
| Outras denominações cristãs                 | 103       | 0.0             | 52        | 51        |
| Outros não-cristãos                         | 10        | 0.0             | 9         | 1         |
| Total                                       | 2,430,581 | 100.0           | 1,219,267 | 1,211,314 |